# E-boys e e-girls

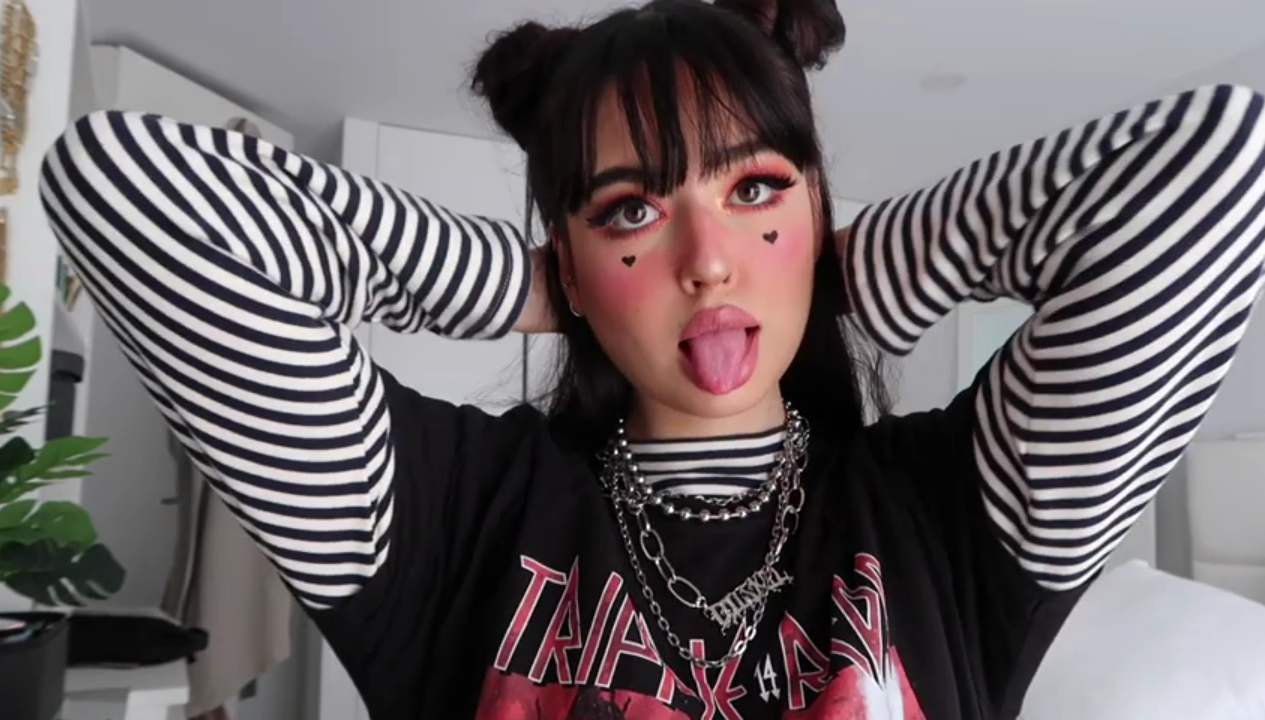
Esempio di e-girl

Gli e-boys e le e-girls (in generale e-kids, "ragazzi elettronici") sono gli appartenenti a una subcultura giovanile della Generazione Z emersa durante la seconda metà degli anni 2010, in particolar modo su TikTok. Gli e-boys e le e-girls attingono a molti stili diversi, tra cui le mode emo, goth, metal, K-pop e la street fashion giapponese.

## Storia

### Genesi ed etimologia

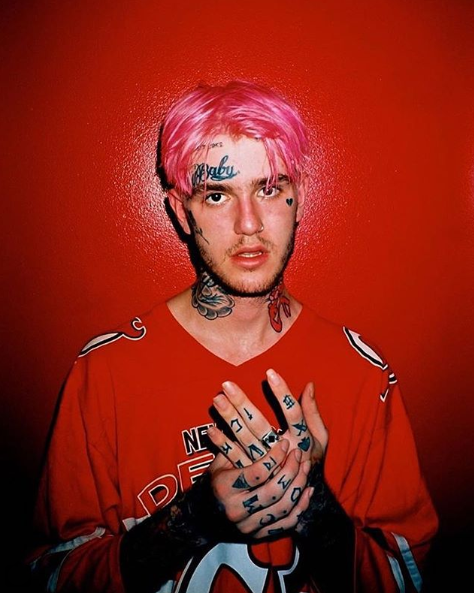
Il cantante e rapper Lil Peep è ritenuto uno degli artisti più influenti per quanto riguarda lo sviluppo della subcultura e-boy durante i primi anni 2010.

La fase embrionale dello sviluppo della terminologia "e-girl" risale alla seconda metà degli anni 2000, in cui veniva usato perlopiù come termine dispregiativo per indicare su Internet una ragazza "in cerca di approvazione e attenzione del genere maschile". Secondo un articolo pubblicato sul sito Business Insider, le prime e-girls apparvero su Tumblr, come peraltro sostenuto dalla scrittrice di Vox Rebecca Jennings, mentre la compagnia Vice Media affermò che questa sottocultura fosse un'evoluzione delle culture emo e scene. La rivista britannica i-D attribuì ad Avril Lavigne il titolo di “prima e-girl”, per la sua raffinata interpretazione dello stile alternativo, in contrasto con le tendenze stilistiche del tempo e in affinità con la cultura kawaii; stando a Vice, la cantante sarebbe stata la prima e-girl a causa del suo look, composto da pantaloncini corti e larghi, berretto con la visiera tenuta all'indietro, trucco pesante e calze a righe nere e bianche. Inoltre, personaggi di fantasia come Ramona Flowers, Harley Quinn e Sailor Moon esercitarono un'influenza cruciale per lo sviluppo di tale movimento.
Stando all'Urban Dictionary il termine esiste dal 2009. Era usato come epiteto misogino fino al 2014, anno dello scoppio del Gamergate, quando "e-girl" iniziò a indicare una «ragazza gamer promiscua che usa la propria sessualità e il proprio aspetto fisico a proprio vantaggio». Il termine è poi stato privato della sua componente negativa diventando neutro.
A partire dall'inizio degli anni 2010 gli e-boy si separarono da questa cultura, in origine esclusivamente femminile, inglobando fonti d'ispirazione da elementi k-pop, goth e della cultura skater, soprattutto sull'onda della popolarità e della successiva morte del rapper Lil Peep, indicato dal New York Post «il pioniere assoluto della e-land». Gli e-boys si avvalgono anche dell'estetica “soft boy aesthetic” che, secondo il giornale Brown Daily Herald, è dovuta in gran parte del cambiamento dell'ideale di fascino maschile, prima associato ad una tradizionale mascolinità e ora propensa all'accettazione della propria vulnerabilità, timidezza, introversione e un aspetto vagamente androgino.

### Popolarità mainstream
Nel 2018, in seguito al rilascio globale del social network TikTok, la subcultura iniziò ad emergere definitivamente su Internet, fenomeno con tutta probabilità da attribuire sia al crescente interesse a boy band k-pop K-pop come BTS, Exo e Got7 nel mercato mainstream occidentale, oltre che alla popolarità raggiunta dall'influencer Belle Delphine, soprattutto in merito al loro modo di vestire e al tingersi i capelli; proprio quest'ultima pratica, tra la fine del 2020 e l'inizio del 2021, sarebbe stata largamente promossa da case di alta moda (come Céline e Yves Saint Laurent) e celebrità (quali Kylie Jenner e Dua Lipa). Secondo Vogue, si è assistito all'esplosione del fenomeno nel 2019 con il fenomeno di Internet E-Girl Factory, una serie di video nel corso del quale dei ragazzi vengono truccati da e-girl. La moda e-girl è stata uno dei 10 trend di Google più cercati del 2020.

## Abbigliamento
Lo stile degli e-boys e le e-girls trae ispirazione dalla cultura hip-hop, skate, BDSM ed emo, dai videogiochi, dalla street fashion giapponese (come anime, cosplay, kawaii e la Moda Lolita) e da varie correnti musicali quali il post-grunge, il metal e la musica d'avanguardia.
Gli e-boy indossano solitamente magliette con motivi esoterici o metal, felpe crew neck abbinate a una camicia, capelli spettinati e tinti oppure in stile floppy, ovvero bipartiti. Indossano dei pantaloncini corti e larghi o con pinces e accessori tra cui catene, collane, anelli o spille da balia. A volte ricorrono all'uso di trucchi, dipingendosi le unghie di nero.
Generalmente le e-girl utilizzano un eyeliner molto spesso, unito a blush, illuminante in abbondanza e finte lentiggini disegnate a matita; prediligono inoltre la frangetta e capelli colorati, perlopiù rosa pastello, viola e verde. Per quanto riguarda il tipo di abbigliamento, sono solite indossare calze a rete, gonne scozzesi, t-shirt oversize, scarpe a zeppa, berretti e girocollo.